# Самарканд (станция)

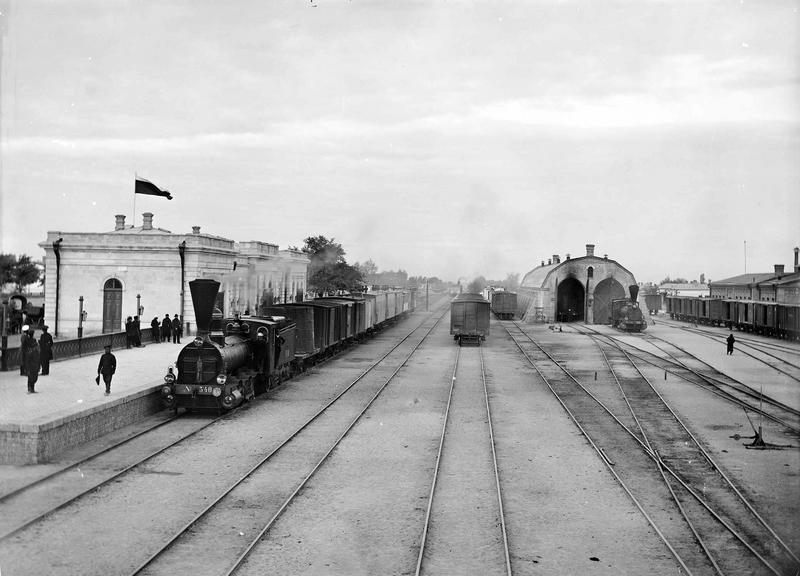
Конечная станция Закаспийской железной дороги — Самарканд, 1890 год.

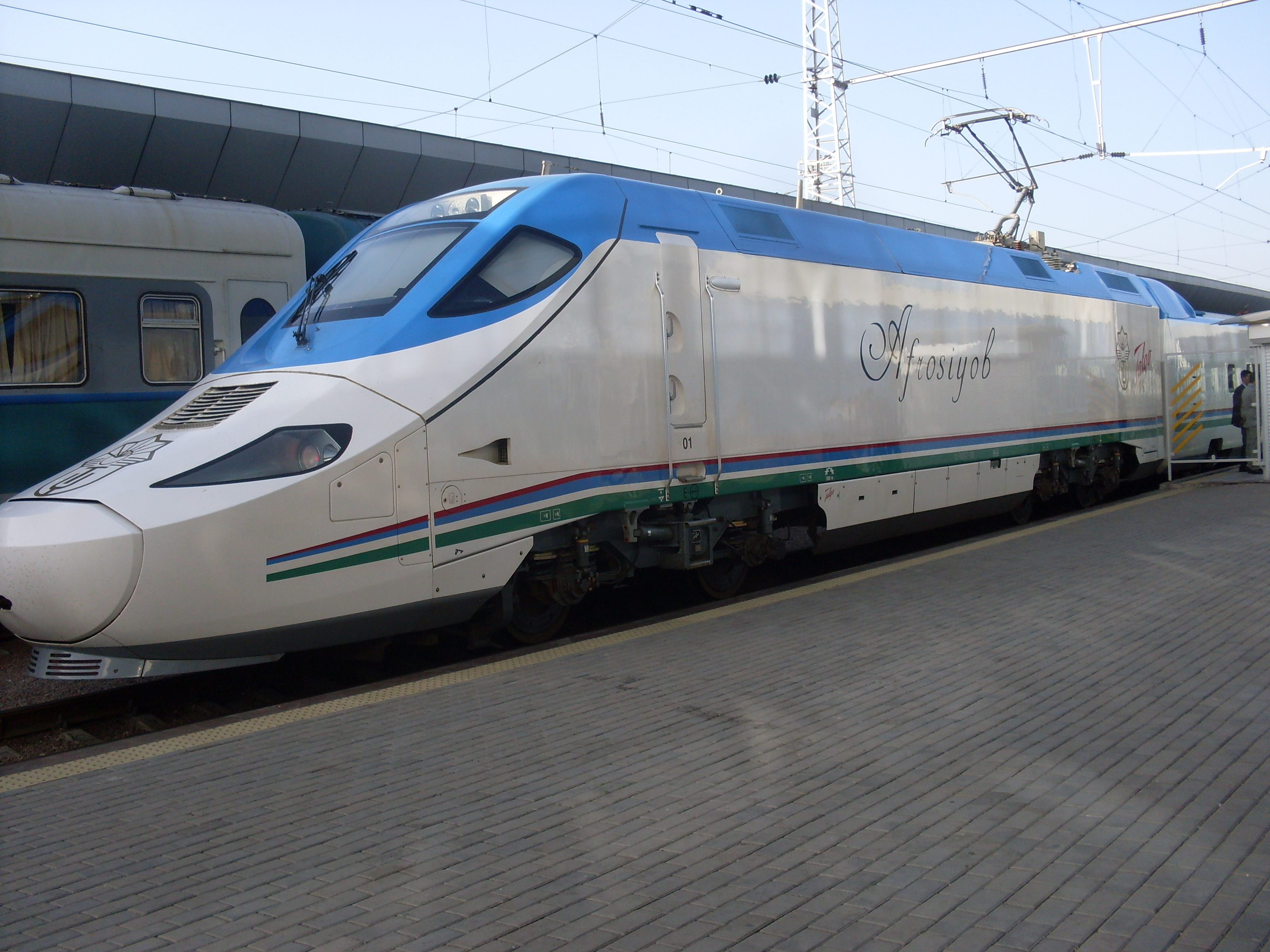
Высокоскоростной поезд Afrosiyob, эксплуатируется на высокоскоростной железной дороги Ташкент—Самарканд—Карши.

Самарканд (узб. Samarqand) — железнодорожная пассажиро-грузовая станция Бухарского отделения Узбекистанских железных дорог, расположенная в городе Самарканде. Является одной из крупнейших железнодорожных станций Узбекистана.

## Описание
Расположена на крайнем северо-западе Самарканда. Ближайшей железнодорожной станцией является промежуточная техническо-участковая станция Улугбек, расположенная на северо-восточной окраине Самарканда. Через станцию Самарканд проходят поезда республиканского и международного значения.
Первый вокзал на станции был открыт в 1888 году. Здание вокзала несколько раз перестраивалось и получило современный вид в 1980-е годы,  было отреставрировано в 2000-е и 2010-е годы.

## История
Железнодорожный транспорт достиг Самарканда в 1888 году в результате строительства Закаспийской железной дороги в 1880—1891 годах железнодорожными войсками Российской империи на территории современного Туркменистана и центральной части Узбекистана. Данная железная дорога начиналась в городе Красноводске (ныне Туркменбаши), на берегу Каспийского моря и заканчивалась на станции Самарканд. Именно станция Самарканд являлась конечной станцией Закаспийской железной дороги. Первый вокзал станции был открыт в мае 1888 года.
Позднее, вследствие строительства железной дороги в остальных местах Средней Азии, станция была соединена с восточной частью железной дороги Средней Азии и впоследствии данная железная дорога получила название: Среднеазиатские железные дороги. В советские годы до станции Самарканд не было построено ни одной новой линии, хотя она являлась одной из важнейших станций Узбекской ССР и всей Средней Азии.
После распада СССР и обретения независимости его республик, часть Среднеазиатской железной дороги в пределах бывшей УзССР досталась независимому Узбекистану, ныне это Узбекистанская железная дорога. В 2003 году в сообщении Самарканд — Ташкент был запущен фирменный пассажирский поезд «Регистан», максимальная скорость которого составляет 160 км/ч. В 2011 году была открыта первая в Средней Азии высокоскоростная железная дорога Ташкент—Самарканд. Поездом данной высокоскоростной дороги является Afrosiyob (модификация Talgo 250), максимальная скорость, которого составляет 250 км/ч. В сентябре 2015 года  скоростная железная дорога продлена до города Карши, а в сентябре 2016 года — до Бухары.

## Маршруты через станцию
В настоящее время[когда?]

 через станцию Самарканд проходят не только внутренние железнодорожные маршруты, но и международные.

### Внутренние маршруты
- Ташкент — Самарканд,
- Карши — Самарканд,
- Бухара — Самарканд,
- Ташкент — Ургенч,
- Ташкент — Сарыасия,
- Ташкент — Бухара,
- Ташкент — Алат,
- Ташкент — Кунград,
- Ташкент — Шават,
- Ташкент — Термез.

### Международные маршруты
- Волгоград (Россия) — Ташкент,
- Саратов (Россия) — Ташкент,
- Алматы (Казахстан) — Нукус,
- Худжанд (Таджикистан) — Москва (следует транзитом),
- Астана (Казахстан) — Самарканд (Узбекистан)[3].